# Igor Cavalera

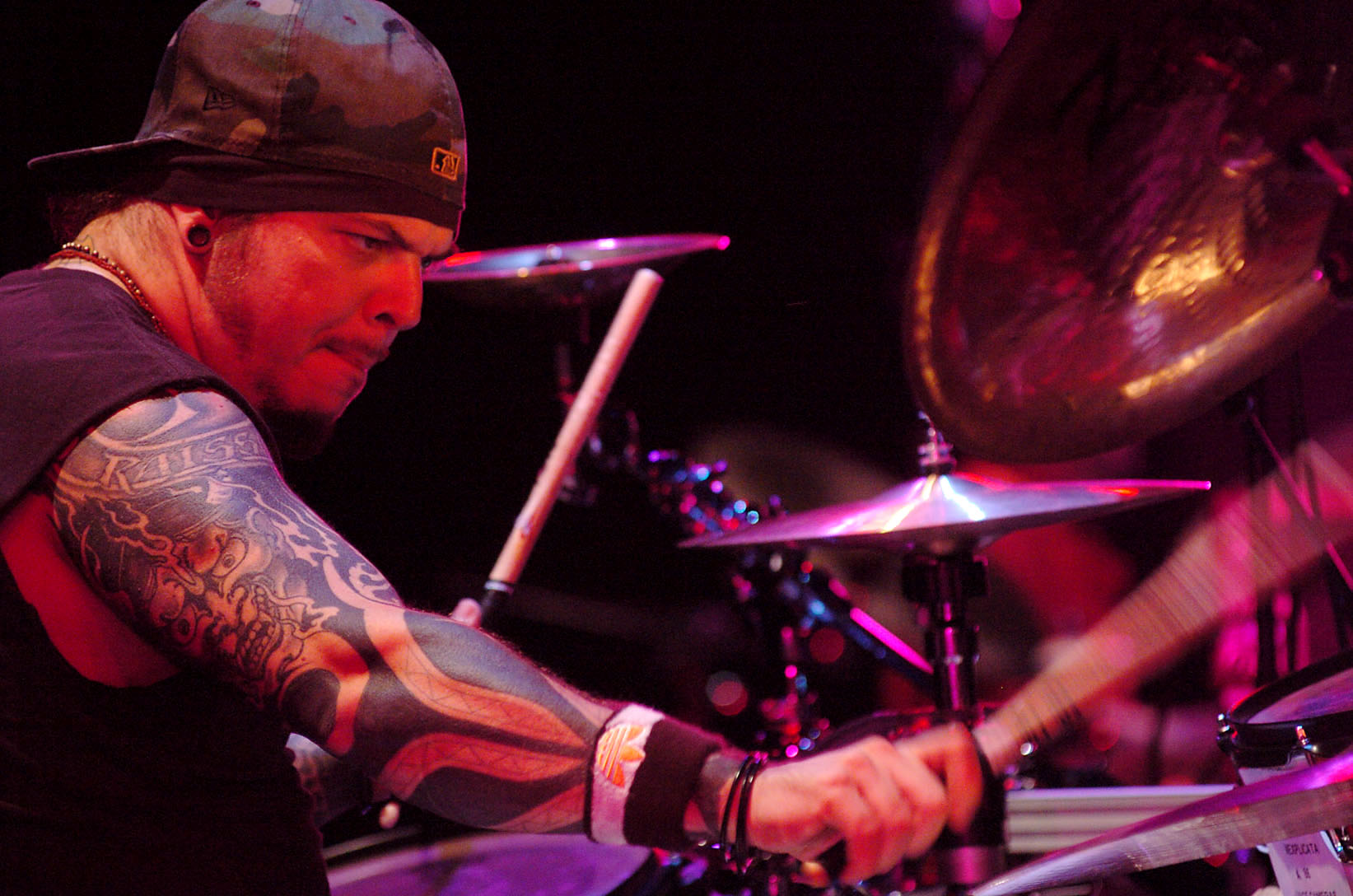
Igor Cavalera

Igor Graziano Cavalera (* 4. September 1970 in Belo Horizonte) ist ein brasilianischer Schlagzeuger. Er nennt sich auch Igor Skullcrusher, Iggor Cavalera oder El Covero. Bekannt wurde er als Mitglied der Metalband Sepultura (portugiesisch für Grab), die er 1984 gemeinsam mit seinem Bruder Max Cavalera gründete. Für die Tour 2006 wurde Cavalera durch Roy Mayorga ersetzt. Nach dieser Tour stieg Cavalera auf Grund von künstlerischen Differenzen aus, und Jean Dolabella übernahm seinen Platz.
Außer bei Sepultura war Cavalera auch bei einer weiteren Band seines Bruders, Nailbomb, beschäftigt, für die er Mitte der 1990er Jahre an zwei Alben mitwirkte. Als Gast war er darüber hinaus auf Biohazards Alben New World Disorder (1999) und Uncivilization (2001) zu hören. Cavalera ist Hip-Hop-Fan und arbeitete unter anderem mit der brasilianischen Rapformation Pavilhão 9 zusammen.
Seit 2007 ist Igor Cavalera wieder gemeinsam mit seinem Bruder Max in der Band Cavalera aktiv.
1996 gründete er das brasilianische Modelabel Cavalera.
2017 stieß er zu der von Colin H. Van Eeckhout gegründeten Band Absent in Body hinzu. 